# Doryodes teniustriga
Doryodes teniustriga är en fjärilsart som beskrevs av Barnes och Mcdunnough 1918. Doryodes teniustriga ingår i släktet Doryodes och familjen nattflyn. Inga underarter finns listade i Catalogue of Life.